# 陰極鎖

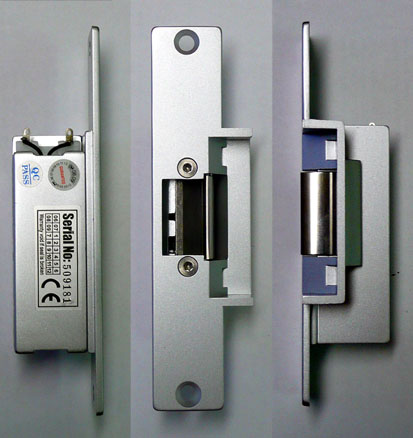
Electric Strike.

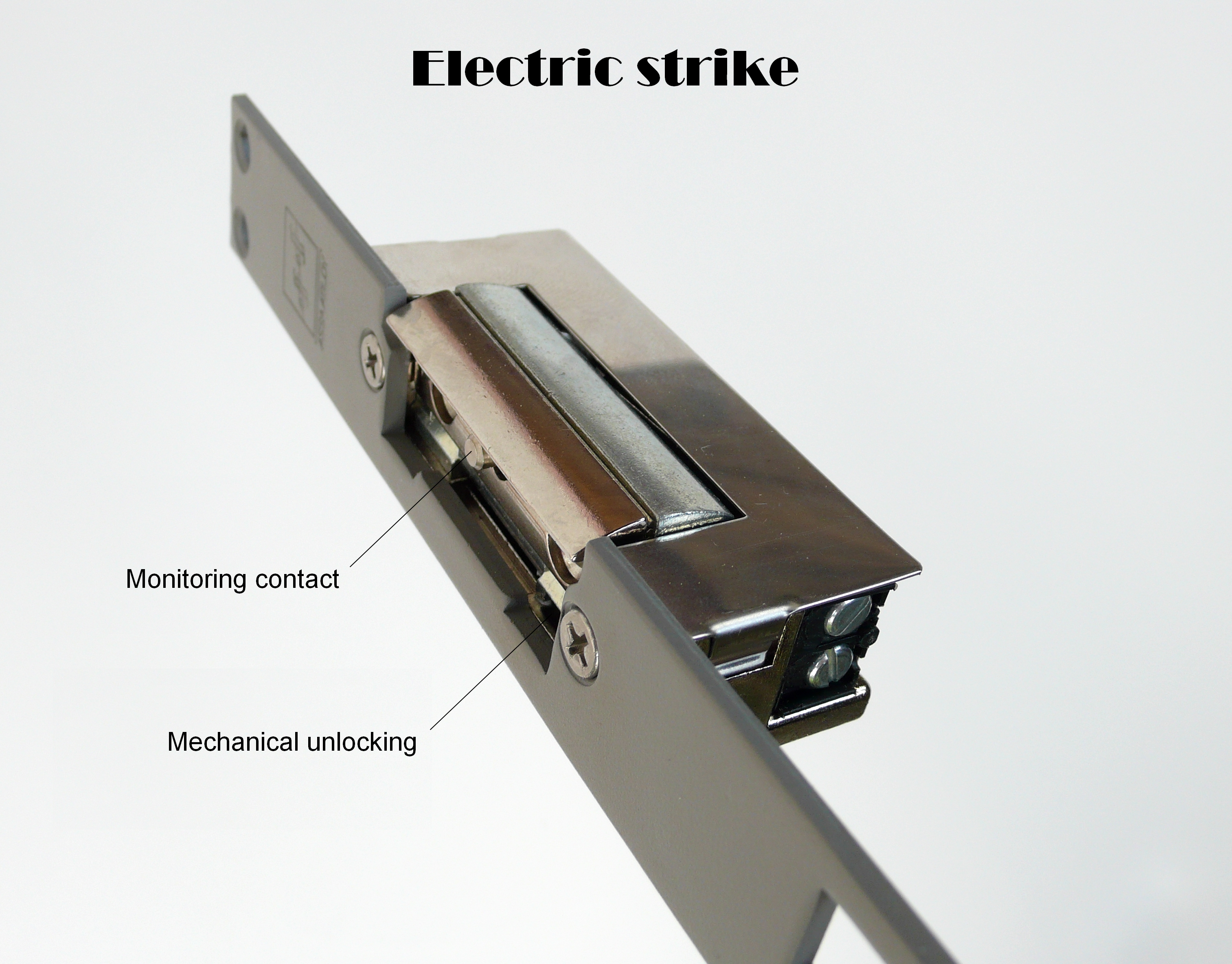
Electric strike with monitoring contact.

陰極鎖是電控鎖的一種，運用在門禁系統的通路管制。陰極鎖適合用於鋁門、木門，需搭配喇叭鎖或彈簧鎖使用。和一般電鎖不一樣之處是陰極鎖無法單獨使用，必須搭配機械鎖匣（例如喇叭鎖等）操作。也就是說陰極鎖安裝在門框上，取代封口片的角色，以電控方式控制封口片的鎖舌槽，讓機械鎖匣（例如喇叭鎖等）不用轉動就可以直接推門開啟。所以，門禁系統使用陰極鎖，平時可以用電控方式進出通路。另一方面也可以用鑰匙，直接開啟機械鎖匣，達到「電控」與「手動」雙用的便利。

## 陰極鎖的種類
隨著配合使用的機械鎖匣不同，陰極鎖的類型亦區分為以下幾種：
- 美規陰極鎖：美規（ANSI）陰極鎖尺寸比歐規陰極鎖較大，鎖舌封口槽較寬且深，所以能配合鎖舌較大的機械鎖匣，例如喇叭鎖這類鎖舌較寬的鎖匣，建議配合使用美規陰極鎖。無論是美規極鎖或是歐規陰極鎖，僅能配合伸縮的「斜舌式」鎖舌（spring latch），而無法配合方鎖舌（Dead-bolt）的鎖匣。

- 歐規陰極鎖：歐規陰極鎖的鎖舌封口槽較窄小，體積也比較輕巧，所以比較適合配合小巧的斜鎖舌，運用在置物櫃或是電腦機櫃等的自動控制。

- 特殊陰極鎖：「方型鎖舌」（dead-bolt）因為無法伸縮，必須配合特殊鎖舌封口槽的陰極鎖。陰極鎖的封口槽微微外張，當關門時方型鎖舌崁入陰極鎖的封口槽，完成上鎖。

## 陰極鎖的一般規格
- 電壓：12或是24V直流電。
- 電流：約為200~400毫安。

大都為送電開門型電鎖，少數為斷電開門型電鎖。也有「送電開門」、「斷電開門」型可自行調整。

## 使用陰極鎖注意事項
雖然陰極鎖的鎖舌封口槽有2000磅的抗壓力，但是只要鎖舌封口槽受到一點力量的壓迫，陰極鎖內部的電磁閥可能無法動彈，有打不開門的疑慮，這是一般弱電工程機械性電鎖的通病。所以操作陰極鎖開門時需注意這一點。附帶有「安全插梢」（Nib）的鎖匣，需注意錯開陰極鎖的鎖舌封口槽，否則將喪失安全插梢的功能。基於安全因素，陰極鎖的封口槽缺口務必朝室內方向。